# Руски дневник (медия)
 Тази статия е за изданието на „Российская газета“ в България.  За пътеписа на Джон Стайнбек вижте Руски дневник (пътепис).  
Руски дневник е българското название на руския медиен проект „Русия отвъд заглавията“ (на английски: Russia Beyond the Headlines, съкратено RBTH). Проектът е основан през 2007 г. от „Руски вестник“ (на руски: Российская газета) – официалният печатен орган на правителството на Руската Федерация. „Руски дневник“ публикува новини, мнения, анализи и коментари по широк кръг от теми: политика, култура, бизнес, наука и обществен живот в Русия. Понастоящем „Руски дневник“ издава 29 притурки към вестници и поддържа 22 сайта на 16 езика в 26 държави по света.
Ръководител на проекта в България е Дея Йорданова. Българският екип се състои от седем души, а още петима помагат от Москва. На български език освен сайта, „Руски дневник“ се печата и като притурка към печатния орган на БСП – в. „Дума“.
Целта на „Руски дневник“ е да предостави едно по-добро разбиране за Русия в света за всички – граждани, обществени лица, експерти и предприемачи. За постигането на своите цели „Руски дневник“ отива отвъд сухото изброяване на новини, като предлага иновативен подход към тяхното отразяване и анализиране. „Руски дневник“ обяснява съдържанието на новините на своите читатели, като едновременно ги образова и забавлява. Целевата аудитория на „Руски дневник“ е широк кръг от образовани и обществено активни хора, които следят международната преса.

## Вестници, в които публикува „Руски дневник“
- Дума ( България)
- The Washington Post ( САЩ)
- The New York Times ( САЩ)
- The Daily Telegraph ( Великобритания)
- Le Figaro ( Франция)
- European Voice ( Белгия)
- Le Soir ( Белгия)
- Süddeutsche Zeitung ( Германия)
- The Economic Times ( Индия)
- Navbharat Times ( Индия)
- Folha de Sao Paolo ( Бразилия)
- La Repubblica ( Италия)
- El Pais ( Испания)
- La Nacion ( Аржентина)
- El Observador ( Уругвай)
- Геополитика ( Сърбия)
- Политика ( Сърбия)
- Mainichi ( Япония)
- UDN ( Тайван)
- Today ( Сингапур)
- JoongAng Ilbo ( Южна Корея)
- South China Morning Post ( Хонконг)
- China Business News ( Китай)